# Светозар Списаревски
Светозар Добрев Списаревски е български икономист от първата половина на ХХ век.
Роден е в Кюстенджа, Кралство Румъния като потомък на котленски възрожденски род. Брат на дипломата русофил Коста Списаревски и загиналия офицер Димитър Списаревски. Баща на летеца Димитър Списаревски.
Живее в Добрич, работи като финансов инспектор. Назначен е за секретар на Окръжното управление във Варна през 1919 г. Експулсиран е от румънската власт и се мести със семейството си последователно в Лом, Белоградчик и София.